# Kölinge
Kölinge is een plaats in de gemeente Uppsala in het landschap Uppland en de provincie Uppsala län in Zweden. De plaats heeft 50 inwoners (2005) en een oppervlakte van 11 hectare.